# Alyssa Murray
Alyssa Murray (West Babylon, 17 de marzo de 1992) es una profesora y jugadora estadounidense de lacrosse femenino que  se desempeña como delantera. Es internacional con los Estados Unidos desde 2014.

## Carrera
Murray destacó en la Secundaria de West Babylon, estableció el récord de asistencias del Estado de Nueva York con 279 y se ganó una beca deportiva completa para la Universidad.
En su último año de secundaria se rompió el ligamento cruzado anterior lesionandose gravemente y desconocía si podría jugar otra vez. La Universidad mantuvo su beca y Murray logró volver a jugar seis meses después de la lesión.

### Universidad
Becada para la Universidad de Siracusa, ingresó en 2010, fue la primera jugadora en anotar 100 puntos en tres temporadas y al terminar su carrera había marcado 362 puntos, segunda máxima anotación histórica de Syracuse Orange. Además, fue reconocida como All-American en 2012, 2013 y 2014.
Se graduó en 2014 con un Major en Estudios de la Familia y el Niño (Licenciatura en Servicios sociales).

### Profesional
En 2016 fue elegida por Philadelphia Force en la primera ronda del Draft de la United Women's Lacrosse League. Fue el primer draft de esa liga, Murray jugó con aquel equipo en las tres temporadas que existieron hasta la cancelación del torneo y su reemplazo por la Women's Professional Lacrosse League.

## Selección nacional
Fue convocada a los Estados Unidos por primera vez en 2014. No fue seleccionada para la Copa mundial de Guildford 2017 pero sí para los Juegos Mundiales de 2017 donde se consagró el seleccionado norteamericano.

## Palmarés
- Campeona de la United Women's Lacrosse League de 2018.